# ساندور ميكلوس
ساندور ميكلوس (بالمجرية: Miklós Sándor)‏ هو لاعب هوكي الجليد مجري، ولد في 5 مارس 1915 في بودابست في المجر، وتوفي في 1981.

## وصلات خارجية
- ساندور ميكلوس على موقع EliteProspects.com (الإنجليزية)
- ساندور ميكلوس على موقع Eurohockey.com (الإنجليزية)
- ساندور ميكلوس على موقع أوليمبيديا (الإنجليزية)
- ساندور ميكلوس على موقع اللجنة الأولمبية المجرية (الهنغارية)